# Gopinathpur
Gopinathpur é uma vila no distrito de Barddhaman, no estado indiano de Bengala Ocidental.

## Geografia
Gopinathpur está localizada a 22° 49′ N, 88° 03′ L. Tem uma altitude média de 17 metros (55 pés).

## Demografia
Segundo o censo de 2001, Gopinathpur tinha uma população de 4983 habitantes. Os indivíduos do sexo masculino constituem 53% da população e os do sexo feminino 47%. Gopinathpur tem uma taxa de literacia de 68%, superior à média nacional de 59,5%: a literacia no sexo masculino é de 74% e no sexo feminino é de 62%. Em Gopinathpur, 12% da população está abaixo dos 6 anos de idade.